# Іспанська імміграція до Венесуели
Іспанські венесуельці — громадяни Венесуели іспанського походження. Чимало венесуельців, особливо з Канарських островів, мають саме іспанське походження. 
Іспанська імміграція до Венесуели почалася з іспанської колонізації Америки і тривала протягом періоду іспанської колонізації Венесуели, а також після здобуття незалежності (1830). З того часу відбулася подальша імміграція, особливо після Другої світової війни.

## Історія
З початку колоніального періоду і до кінця Другої світової війни іспанці становили більшість європейських іммігрантів у Венесуелі. Це були переважно жителі Канарських островів. Їх культурний внесок був доволі значним, адже вплинув не лише на розвиток кастильської діалекту в країні, а й на кухню та звичаї. У Венесуелі живе ледь не найбільша кількість населення канарського походження. Більше того, на Канарських островах прийнято говорити, що "Венесуела — це восьмий острів Канарських островів". У 16 столітті німецький конкістадор Георг фон Шпаєр на Канарських островах найняв 200 чоловіків для колонізації Венесуели, як і Дієго Ернандес де Серпа, губернатор провінції Нова Андалусія, який відправив ще 200 солдатів та 400 рабів з Гран-Канарії до Венесуели.  Деякі із цих канарців були засновниками Кумани.
Більшість канарських іммігрантів, починаючи з 1936 року, вирушали або на Кубу, або до Венесуели (частина тих, хто емігрував до Венесуели, прибув з Куби) завдяки заохочуваній урядом імміграції, особливо для громадян Іспанії. Із 1948 року більшість емігрували до Венесуели. Лише на початку 1980-х років, із суттєвим зменшенням імміграції у 1970-х роках та початком канарської еміграції до інших європейських країн, широкомасштабна імміграція закінчилася. Канарські остров'яни та їх нащадки зараз проживають на території всієї Венесуели. 

## Демографія
На додачу, станом на 2010 рік, в Іспанії проживало близько 200 000 венесуельців.  Згідно з даними за січень 2016 року, у Венесуелі мешкає 188 025 громадян Іспанії.  Більшість венесуельців в Іспанії мають іспанське громадянство.